# 由良貞繁
由良貞繁（1574年—1621年），日本戰國時代至江戶時代前期的武將。父親是由良國繁。

## 生平
在天正2年（1574年）出生。天正18年（1590年），在豐臣秀吉發動小田原征伐時，父親國繁被後北條氏軟禁，被迫留在小田原城中。被祖母妙印尼擁立為大將，召集兵士2百人，前往正在攻撃上野國松井田城的前田利家的軍陣中參陣。此後，妙印尼被賜予上總國牛久5千石，令由良氏避免滅亡，而後來成功維持的領地由國繁繼承。
之後，仕於德川家康。在關原之戰中，屬於永井直勝的部隊出陣。在大坂之陣中，跟隨土井利勝從軍，在夏之陣的鴫野口之戰中負傷。在元和7年（1621年）死去。享年47歲。
子孫以高家身份，一直存續到明治維新。